# 코난드
코난드(아일랜드어: Conand) 또는 코낭그(아일랜드어: Conaing)는 아일랜드 신화에 나오는 포모르 지도자다. 토리섬에 탑을 쌓고 살았다고 한다. 코난드는 네메드인을 핍박하며 그들에게 농사지어 얻은 공물과 자식들을 바치라고 요구했다. 그 뒤 네메드인들이 반란을 일으켜 코난드를 죽이고 코난드의 탑을 무너뜨렸다.
코난드가 죽자 다른 포모르 지도자 모르크가 네메드인들을 학살했다.